# Josef Richard Rozkošný
Josef Richard Rozkošný (21 de setembre de 1833 - 3 de juny de 1913) va ser un compositor i pianista txec. Va néixer i va morir a Praga, on va estudiar música.

## Obres

### Òperes
- Ave Maria, llibret V. Trappl; sense executar, perdut (1855 o 1856)
- Mikuláš (Nicolau) 1870
- Svatojanské prody (Ràpids de Sant Joan, després dels ràpids del Moldava) també anomenat Vltavská víla (L'esperit del Moldava) 1871; interpretat en alemany com a St. Johannes Stromschnellen
- Záviš z Falkenštejna (Zavis de Falkenstein) 1877
- Mladí pytláci (Els joves caçadors furtius) 1877, llibret de Jindřich Hanuš Böhm, no interpretat, perdut
- Alchymista (L'alquimista) 1880, llibret també de Böhm, també no interpretat, perdut
- Popelka (La Ventafocs) 1885
- Krakonoš (L'esperit de Rübezahl) 1889
- Stoja 1894
- Satanela també Satanella 1898
- Černé jezero (Llac Negre) també Šumavská víla (L'esperit del bosc de Šumava) 1906
- Rusalka (inacabat)

## Enregistraments seleccionats
- Svatojanské prody, escena de l'acte 1 gravada en versió txeca per cantants com Ivan Kusnjer, com a comte, l'any 1987 per a Czech Radio Plzen; director d'orquestra Vít Micka.